# La bebe
La bebé (Remix) è un singolo del rapper portoricano Anuel AA, della rapper statunitense Cardi B e del rapper Black Jonas Point, pubblicato il 13 maggio 2020.

## Descrizione
Il brano vede la collaborazione dei cantanti Secreto El Famoso Biberon e Liro Shaq. La versione originale è il singolo La Bebe del cantante Secreto "El Famoso Biberon", di Black Point e di Liro Shaq.

## Tracce
Testi e musiche di Emmanuel Santiago, Belcalis Almanzar, Jonás Alberto, Odalis Pérez, Liro El Sofoke.
1. La Bebe (Remix) – 6:14